# Hikidashi no Naka no Love Letter
Hikidashi no Naka no Love Letter (引き出しの中のラブレター Hikidashi no naka no rabu retā?) es el nombre de película japonesa del género dramática dirigido por Shinichi Mishiro, que es protagonizada por Takako Tokiwa y Nako Mizusawa.

## Actores
- Takako Tokiwa ... Mao Kubota[3]
- Kento Hayashi
- Tomoko Nakajima
- Nozomu Iwao
- Terunosuke Takezai
- Nako Mizusawa[1]
- Teruhiko Saigō
- Masato Hagiwara
- Kōsuke Toyohara
- Tsurutaro Kataoka
- Shirō Itō
- Kaoru Yachigusa
- Tatsuya Nakadai